# Кузнецов, Леонтий Васильевич
Леонтий Васильевич Кузнецов (род. 13 августа 1938) — советский и российский военачальник. Командующий войсками Московского военного округа (1992—1999). Генерал-полковник (1991).

## Биография
Родился 13 августа 1938 г. в городе Аркадак Саратовской области.
После окончания профессионально-технического училища работал токарем на Саратовском заводе «Серп и молот» (1961).
Окончил Ленинградское высшее общевойсковое командное училище имени С. М. Кирова (1961-1963), Военную академию имени М. В. Фрунзе (1971-1974), Военную академию Генерального штаба Вооружённых Сил имени К. Е. Ворошилова (1979-1981).
Службу проходил рядовым (1961), командиром взвода, командиром роты, начальником разведки мотострелкового полка, командиром батальона, командиром мотострелкового полка, командиром 207-й мотострелковой дивизии, заместителем командующего 1-й гвардейской армией Киевского военного округа и командующим 36-й армией Забайкальского военного округа (1986-1987), начальником штаба Московского военного округа (05.1988—05.1990), начальником штаба Западной группы войск (05.1990—09.1991), начальником Главного оперативного управления — заместителем начальника Штаба Объединённых Вооружённых Сил государств — участников Содружества Независимых Государств (09.1991-07.1992), командующим войсками Московского военного округа (16.07.1992 — 20.04.1999).
Уволен в отставку по достижении предельного возраста нахождения на военной службе.
Генерал-майор (1982)
Генерал-лейтенант (1988)

## Награды
- орден "За военные заслуги"
- орден Красной Звезды
- орден "За службу Родине в Вооружённых Силах СССР" II степени
- орден "За службу Родине в Вооружённых Силах СССР" III степени
- медали СССР
- Почётный гражданин Московской области (1999)[2]